# Gertruda Grāve
Gertruda Grāve z domu Truskowska (ur. 17 stycznia 1947 w Grīvie, zm. 20 sierpnia 2018 w Dyneburgu) – łotewska działaczka polonijna i nauczycielka, wieloletnia dyrektorka Państwowego Gimnazjum Polskiego w Daugavpils im. J. Piłsudskiego.

## Życiorys
W 1991 doprowadziła do reaktywowania zamkniętego w czasach stalinowskich Państwowego Gimnazjum Polskiego im. Józefa Piłsudskiego w Dyneburgu, którego przez kolejne 22 lata była dyrektorką (była to druga polska szkoła średnia na Łotwie po szkole średniej im. Ity Kozakiewicz w Rydze). Należała do zarządu dyneburskiego oddziału Związku Polaków na Łotwie. 
W 2002 została uhonorowana przez Prezydenta RP – Złotym Krzyżem Zasługi, zaś w 2003 otrzymała podziękowanie Ministerstwa Oświaty Republiki Łotewskiej. W 2008 została uhonorowana Orderem Trzech Gwiazd. Była także damą Krzyża Kawalerskiego (2008) i Krzyża Oficerskiego (2012) Orderu Zasługi Rzeczypospolitej Polskiej.

## Źródła
- Tomasz Otocki, Grawe, Gertruda, [w:] Zostali na Wschodzie. Słownik inteligencji polskiej w ZSRS 1945–1991 (red. nauk. Adam Hlebowicz), Instytut Pamięci Narodowej, Warszawa 2021, s. 237-241